# Студентська вулиця (Ніжин)
Студентська вулиця — вулиця міста Ніжина. Пролягає від вулиці Міщанській до вулиці Богдана Хмельницького.

## Історія
Міщанська вулиця відома з XIX століття. У 1954 році вулиця отримала сучасну назву Студентська — через розташоване по вулиці Ніжинського медичного училища в будинку № 2 (колишній Будинок Ніжинської міської думи). На початку XX століття поряд був прибудований будинок (Пожежне депо), в якому тепер розташована пожежна частина № 5. На його фасаді встановлено інформаційну дошку, яка повідомляє, що Ніжинська пожежна частина заснована у 1865 році.

## Забудова
Вулиця пролягає у південно-східному напрямку. Парна та непарна сторони вулиці зайняті садибною забудовою.
Установи:
- будинок № 1 — корпус № 3 Ніжинського фахового медичного коледжу
- будинок № 2 — корпус № 2 Ніжинського фахового медичного коледжу
- будинок № 2 — Ніжинський районний відділ МНС України в Чернігівській області.

Пам'ятники архітектури:
- будинок № 1 — Житловий будинок
- будинок № 2 — Будинок Ніжинської міської думи
- будинок № 2 — Будинок пожежного депо